# Aimé Mpane
Aimé Mpane, né en 1968 à Kinshasa, est un peintre et sculpteur congolais.

## Biographie
Aimé Mpane Enkobo est né en 1968 à Kinshasa dans une famille de sculpteurs sur bois et d'ébénistes,. Il étudie la peinture et la sculpture à l’académie des beaux-arts de Kinshasa, puis à La Cambre à Bruxelles.
Il vit en Belgique et au Congo où il enseigne à l'académie des beaux-arts de Kinshasa. Il se sent à l’aise dans cet entre-deux - entre deux pays, deux cultures, entre une formation manuelle et un enseignement davantage tourné vers le concept. Il dit être devenu artiste pour faire passer des messages « sinon, ça ne sert à rien », pour créer des ponts et entamer des dialogues entre les cultures,.
Depuis 2004, Aimé Mpane est professeur de sculpture à l’Académie internationale d’été de Wallonie à Libramont. En 2003, il est commissaire pour l’exposition Africa for Africa au palais des Beaux-Arts de Bruxelles, puis de l’exposition Dialogue Lubumbashi-Kinshasa-Liège en 2007 au musée d’Art moderne et d’Art contemporain de Liège (mamac),.
Aimé Mpane est un artiste multidisciplinaire. Après la peinture, il se tourne vers d'autres médias comme la sculpture et les installations. Il combine le côté brut des arts premiers avec une volonté de reconstruire une réalité contemporaine en lien avec le passé. 
Aimé Mpane parvient à combiner la peinture et la sculpture en utilisant des lamelles de bois teinté en surface. Il fait apparaître la couleur naturelle de la fibre en arrachant les couches supérieures, creuse les panneaux triplex de façon à dessiner en creux.
Son travail questionne ses origines, dénonce les traces de la colonisation aussi bien que les travers de l'Afrique. Son œuvre  dépeint l’injustice sociale et particulièrement celle qui touche les enfants. Don’t touch me, une fillette sculptée en allumettes surplombant l’enfer d’un jeu de marelle ou Le rêve brisé, comme Délaissage ou Bombe à retardement qui montre un enfant couché sur un miroir brisé,tenant une grenade à la main ou d'autres sculptures représentant des visages d’enfants meurtris, Ekoma Bongo, confrontent les violences subie pas les enfants par les guerres, la misère ou la prostitution,.
Il est un des artistes africains les plus importants à ce jour.[réf. nécessaire] Dans son travail, il utilise, entre autres, l’herminette,  sorte de hachette à lame recourbée dont la forme suggère une tête d’ibis, pour travailler le bois de façon traditionnelle,.
Aimé Mpane est représenté par la Haines Gallery, à San Francisco, et la Nomad Gallery, à Bruxelles.

## Expositions
- 2009 : 
  - Musée national d'Art africain, Washington[10]
  - Animal, Anima, exposition collective, Musée des confluences, Lyon
- 2011 : Une image n’est jamais seule #7, Écuries de la Maison Haute, Bruxelles[9]
- 2017 : J’ai oublié de rêver, Musée Ianchelevici, La Louvière[11]
- 2018 : Ich habe vergessen zu träumen, Museum für Kunst und Kulturgeschichte, Dortmund[12]
- 2019 : 
  - Impression noire. Toma Muteba Luntumbue, Aimé Ntakiyica et Aimé Mpané, Maison de la Culture de la Province de Namur[13]
  - Le modèle noir de Géricault à Matisse, Musée d'Orsay, 2019, « Hors les murs - Aimé Mpane - Cité internationale des arts », sur Cité internationale des arts (consulté le 13 mai 2020)
- 2022 : Remedies, Musées royaux des Beaux-arts, Bruxelles[4]

## Collections et Musées
- Maman Calcule, The Phillips Collection, Washington[14]
- Congo, Nouveau Souffle, Musée royal de l'Afrique centrale[15]
- Ici on crève, Brooklyn Museum[16]

## Prix
- 1994 : Premier prix, libr'art, Halle aux foires, Libramont, Belgique
- 1996 : Premier prix du Gouvernement congolais, CICIBA, 5ème biennale d'Art, République démocratique du Congo
- 2006 : Prix de la critique, Fondation Jean Paul Blachère de DAK’ART Biennale de Dakar, Sénégal [17],[18]
- 2012 : The Dorothy and Herbert Vogel Prize (The Phillips Collection)[12]